# Luis de Pablo
Luis de Pablo (n. 28 ianuarie 1930, Bilbao, Comunitatea Autonomă a Țării Basce, Spania – d. 10 octombrie 2021, Madrid, Spania) a fost un compozitor spaniol.

## Viața
Pablo s-a născut în Bilbao, dar, după ce și-a pierdut tatăl în Războiul Civil din Spania, a plecat de la vârsta de șase ani împreună cu mama și frații săi la Madrid. Deși a început să compună la vârsta de 12 ani, circumstanțele nefavorabile au făcut imposibilă urmarea unei cariere artistice, astfel că a studiat dreptul la Universitatea Complutense. A lucrat o scurtă perioadă după absolvire, în 1952, pe postul de consultant juridic al Iberia Airlines, dar a demisionat în curând deoarece dorea să urmeze o carieră în muzică. Deși a primit lecții de compoziție de la Maurice Ohana și Max Deutsch, el a fost, în esență, un autodidact în compoziție. Participarea la cursurile de la Darmstadt în 1959 a dus la interpretarea unora dintre operele sale muzicale sub bagheta dirijorilor Boulez și Maderna (Heine 2001).
A obținut prestigiosul Premio Nacional de Música pentru compoziție în 1991.
În Spania, el a fondat mai multe organizații: Nueva Música, Tiempo y Música și Alea și a organizat mai multe serii de concerte de muzică contemporană ca de exemplu Forumul Muzical Bienal de Muzică Contemporană din Madrid. El a fost preocupat de promovarea înțelegerii în Spania a muzicii cele de-a doua școli vieneze, publicând traducerile biografiei lui Arnold Schoenberg de Stuckenschmidt în 1961 și a scrierilor lui Anton Webern în 1963 (Heine 2001). A activat la cerere ca profesor atât în Spania, cât și la nivel internațional.

## Opere selective
Muzică de cameră
- Anatomías pentru violă, 2 clarinete, corn, trombon și harpă (2005–2007)
- Ex voto pentru vioară și violă (1995)
- Monólogo pentru violă (1990–1992)

Muzică corală
- Yo Lo Vi pentru 12 voci (1970)
- Passio

Muzică orchestrală
- Las Orillas (1990)

Opere
- La señorita Cristina (1997-1999)

Muzică de film
- La caza (Carlos Saura, 1965)
- Peppermint Frappé (Carlos Saura, 1967)
- El jardín de las delicias (Carlos Saura, 1970)
- El Espíritu de la Colmena (Victor Erice, 1973)

## Discografie
- Libro de imágenes, Segunda Lectura, Metáforas. Stradivarius
- Senderos del aire and works for flute. Col Legno
- Dibujos, Fragments from Kiu, Chamber Concerto etc. ADDA
- Tarde de Poetas. Harmonia Mundi
- Piano Trio. Ermitage ERM 413
- Visto de Cerca, para 3 músicos y cinta; Chaman, obra electronica. Hispavox LP (30) 130 202
- Al Son que Tocan, Homenaje an Antonio Machado. RCA LP SRL2-2444

## Scrieri
- Aproximación a una estética de la música contemporánea, 1968
- Lo que sabemos de música, 1968

### Scop general
- O biografie pe situl IRCAM

### Audiții
- Luis de Pablo at the Avant Garde Project Arhivat în 3 noiembrie 2006, la Wayback Machine. has FLAC files made from high-quality LP transcriptions available for free download.